# Roberto Massimo
Roberto Massimo (* 12. Oktober 2000 in Accra, Ghana) ist ein deutscher Fußballspieler. Der Stürmer steht aktuell bei Górnik Zabrze unter Vertrag.

## Herkunft
Massimo wurde als Sohn einer Mutter aus Liberia und eines italienischen Vaters in Ghana geboren und zog mit seiner Familie im Kindesalter nach Lippstadt. Er besitzt die deutsche Staatsbürgerschaft.

## Karriere

### Vereine
Er begann seine Fußballkarriere bei Viktoria Lippstadt, ging später zum SV Lippstadt 08 und wechselte im Jahre 2014 in das Nachwuchsleistungszentrum von Arminia Bielefeld. In der Saison 2016/17 wurde Massimo mit 16 Toren Torschützenkönig der B-Junioren-Bundesliga West. Sein Debüt in Arminias Profimannschaft hatte Massimo am 1. Dezember 2017, als er beim 5:0-Sieg der Bielefelder im Zweitligaspiel gegen den FC St. Pauli für Tom Schütz eingewechselt wurde. Da Massimo noch minderjährig war, musste der Verein sich noch Genehmigung der zuständigen Behörde einholen, weil das Spiel nach 20 Uhr endete und das Jugendarbeitsschutzgesetz eine Beschäftigung Minderjähriger nach 20 Uhr verbietet.
Zur Saison 2018/19 erwarb der Bundesligist VfB Stuttgart die Transferrechte an Massimo und verlieh ihn direkt für mindestens ein Jahr an Arminia Bielefeld. Unter dem Cheftrainer Jeff Saibene kam er bis Mitte Dezember zu drei Zweitligaeinsätzen, in denen er ein Tor erzielte. Unter dem neuen Trainer Uwe Neuhaus wurde Massimo bis zum Saisonende lediglich einmal eingewechselt.
Zur Saison 2019/20 wechselte Massimo schließlich zum VfB Stuttgart, der in der Vorsaison in die 2. Bundesliga abgestiegen war. Bis zur Winterpause kam er unter dem Cheftrainer Tim Walter zu drei Zweitligaeinsätzen (einmal von Beginn). Daneben spielte er siebenmal für die zweite Mannschaft in der fünftklassigen Oberliga Baden-Württemberg. Während der Winterpause wurde Pellegrino Matarazzo neuer Cheftrainer der Profimannschaft. Unter ihm spielte Massimo bis zum Saisonende achtmal in der 2. Bundesliga (viermal von Beginn an). Mit den Profis stieg er in die Bundesliga, mit der zweiten Mannschaft in die Regionalliga Südwest auf, nachdem die Oberligaspielzeit im März aufgrund der COVID-19-Pandemie nicht mehr hatte fortgeführt werden können.
In der Saison 2020/21 kam Massimo zu 18 Bundesligaeinsätzen (7-mal von Beginn). Daneben spielte er einmal in der Regionalliga Südwest. In der Saison 2021/22 kam er ebenfalls zu 18 Bundesligaeinsätzen.
Zur Saison 2022/23 wechselte er leihweise zum portugiesischen Zweitligisten Académico de Viseu FC. Im Sommer 2023 kehrte er zum VfB Stuttgart zurück, für den er im Saisonverlauf als Einwechselspieler zu fünf Bundesligaeinsätzen und einer Partie mit der zweiten Mannschaft in der Regionalliga Südwest kam. Nach Ablauf seines bis zum 30. Juni 2024 datierten Vertrags verließ er den VfB. Anschließend wechselte er zum Zweitligisten SpVgg Greuther Fürth. Nach einer Saison beim Kleeblatt, wo er in 28 Ligaspielen drei Tore schoss und vier Assists besteuerte, wechselte Massimo im Sommer 2025 zu Górnik Zabrze.

### Nationalmannschaft
Massimo spielte im September 2018 zweimal für die deutsche U19-Nationalmannschaft. Am 9. Oktober 2020 debütierte er beim 5:0-Sieg im EM-Qualifikationsspiel gegen Moldau für die deutsche U21-Nationalmannschaft, für die er bis November 2021 vier Länderspiele absolvierte.

## Erfolge und Auszeichnungen
- Meister der Regionalliga Südwest und Aufstieg in die 3. Liga: 2024 (VfB Stuttgart II)
- Aufstieg in die Bundesliga: 2020 (VfB Stuttgart)
- Aufstieg in die Regionalliga Südwest: 2020 (VfB Stuttgart II)
- Torschützenkönig der B-Junioren-Bundesliga West: 2017 (Arminia Bielefeld U17)